# Metroidvania
Le Metroidvania est un sous-genre du jeu vidéo d'action-aventure et de plate-forme qui emprunte fortement au système de jeu des séries Metroid et Castlevania, plus précisément à partir du jeu Castlevania: Symphony of the Night pour cette dernière. Le terme est un mot-valise des noms des deux séries. Ce genre de jeu vidéo est rarement appelé « Castletroid », l'inverse du terme le plus répandu, et « Igavania » par Koji Igarashi (le concepteur principal de Symphony of the Night) pour éviter de sous-entendre une implication de Nintendo dans ses jeux.
Les jeux du type Metroidvania comportent des cartes avec des mondes connectés entre eux que le joueur peut explorer, mais certaines parties ne sont pas accessibles, fermées par des portes ou des portails. Le joueur peut y accéder seulement s'il gagne des armes ou des capacités particulières. Les améliorations que le joueur peut obtenir l'aident également dans sa quête à affronter des ennemis plus difficiles et repérer des raccourcis ou des zones secrètes, ce qui l'oblige souvent à revenir sur ses pas. Par ce biais, les jeux Metroidvania connaissent une meilleure intégration de l'histoire[pas clair] et du level design, une conception précise des niveaux et du personnage pour encourager l'exploration et l'expérimentation, ceci ayant pour but de pousser le joueur à s'approprier le personnage. Les jeux Metroidvania sont principalement des jeux de plates-formes en deux dimensions, mais peuvent parfois prendre d'autres formes. Assez popularisé à l'époque des premières consoles de jeux vidéo, le genre a connu une résurgence durant les années 2000 grâce à des jeux vidéo indépendants Metroidvania ayant reçu des critiques élogieuses.

## Historique
Bien que les éléments du système de jeu Metroidvania soient apparus dans des titres plus anciens comme Adventure (1979, Atari 2600), Donkey Kong (1981, Arcade) et particulièrement Xanadu (1985, NEC PC-8801) et Brain Breaker (1985, Sharp X1), Metroid est considéré comme le jeu pionnier du genre. Le but de Nintendo était de créer un jeu d'aventure non linéaire, pour détonner parmi les jeux de l'époque, obligeant le joueur à repasser sur ses pas et proposer des power ups permanents à l'opposé des jeux d'aventure qui ne proposaient que des items avec des effets temporaires. La série Metroid devient populaire grâce à des opus comme Super Metroid (1994, Super Nintendo Entertainment System) qui ont précisé l'approche de l'exploration en ajoutant plus d'éléments dans l'histoire.

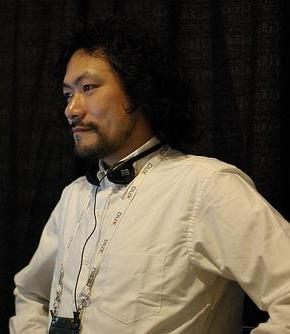
Koji Igarashi, l'un des créateurs du genre.

À cette époque, la série de jeux de plates-formes horreur-gothique Castlevania gagne en popularité. Le jeu original Castlevania (1986, NES) comporte des niveaux simples que le joueur peut finir d'une manière séquentielle. Ce premier jeu est suivi par Vampire Killer (1986, MSX) et Castlevania II: Simon's Quest (1987, NES) qui expérimentent un système de jeu non linéaire, avant que la série ne retourne à un système classique plus linéaire issu de l'original. Le développeur de la série Koji Igarashi se rend compte que, alors qu'ils continuent à produire des suites pour contenter les fans de la série, les joueurs expérimentés désirent parcourir tous les niveaux alors que les nouveaux joueurs se contentent de quelques étapes. Pour essayer de créer un jeu qui serait apprécié plus largement pour ses niveaux et augmenter la durée de vie du jeu, Igarashi et son équipe cherchent des idées en se tournant vers les jeux de la série The Legend of Zelda pour les inclure dans le développement de Castlevania: Symphony of the Night (1997, PlayStation). Les idées reprises sont un grand monde ouvert, l'acquisition obligatoire d'objets ou d'améliorations du personnage pour entrer dans certaines zones, l'amélioration des capacités du personnage de la même manière que les jeux vidéo de rôle sur console. Les changements opérés deviennent alors populaires auprès des joueurs et les jeux suivants de la série suivront ce type de gameplay. Avec la commercialisation rapprochée de Super Metroid et Castlevania: Symphony of the Night, la formule utilisée pour ces jeux vidéo va former les fondations de ce genre de jeu vidéo appelé aujourd'hui Metroidvania.
Alors que les deux séries continuent à développer des jeux avec ce concept, le genre a commencé à grandir quand d'autres entreprises ont commencé à développer des jeux Metroidvania. Cave Story (2004, Microsoft Windows) est un jeu vidéo indépendant développé par Daisuke Amaya, en hommage à Metroid et aux autres classiques. Le jeu a reçu des louanges de la part des critiques, montrant la portée de ce qu'une seule personne pouvait faire, et remis en lumière Metroid et Castlevania. Ce succès a revitalisé le genre plate-forme 2D en montrant le genre viable pour un jeu vidéo indépendant,. Shadow Complex (2009, Xbox 360) de Chair Entertainment est développé avec la reconnaissance que Super Metroid est « le summum de la conception de jeu en 2D ». Le jeu reçoit des critiques très positives, et reste l'un des titres téléchargeables les mieux vendus sur Xbox 360. Grâce à des jeux comme ceux-ci, le genre Metroidvania a commencé à décoller auprès des éditeurs et des développeurs indépendants.
Bien que le terme Metroidvania soit couramment utilisé pour décrire actuellement les jeux de ce genre, ou des jeux qui incluent des éléments de ce genre, les origines du terme ne sont pas claires ; Igarashi a déclaré qu'il n'a pas inventé la formule, bien qu'il soit reconnaissant d'être reconnu comme celui qui a établi les bases du genre. Igarashi précise que l'objectif de Symphony of the Night est une exploration plus proche de celle de Zelda, mais à cause du défilement latéral du jeu, il a été beaucoup plus comparé à Metroid. Il pense que le terme vient finalement de là. Igarashi et ses fans préfèrent utiliser le terme « igavania » pour décrire les jeux de ce style, pour éviter de laisser croire que Nintendo a une implication avec ses jeux. « Castletroid » est également un autre terme qui désigne ce genre de jeu,.

## Concept du système de jeu

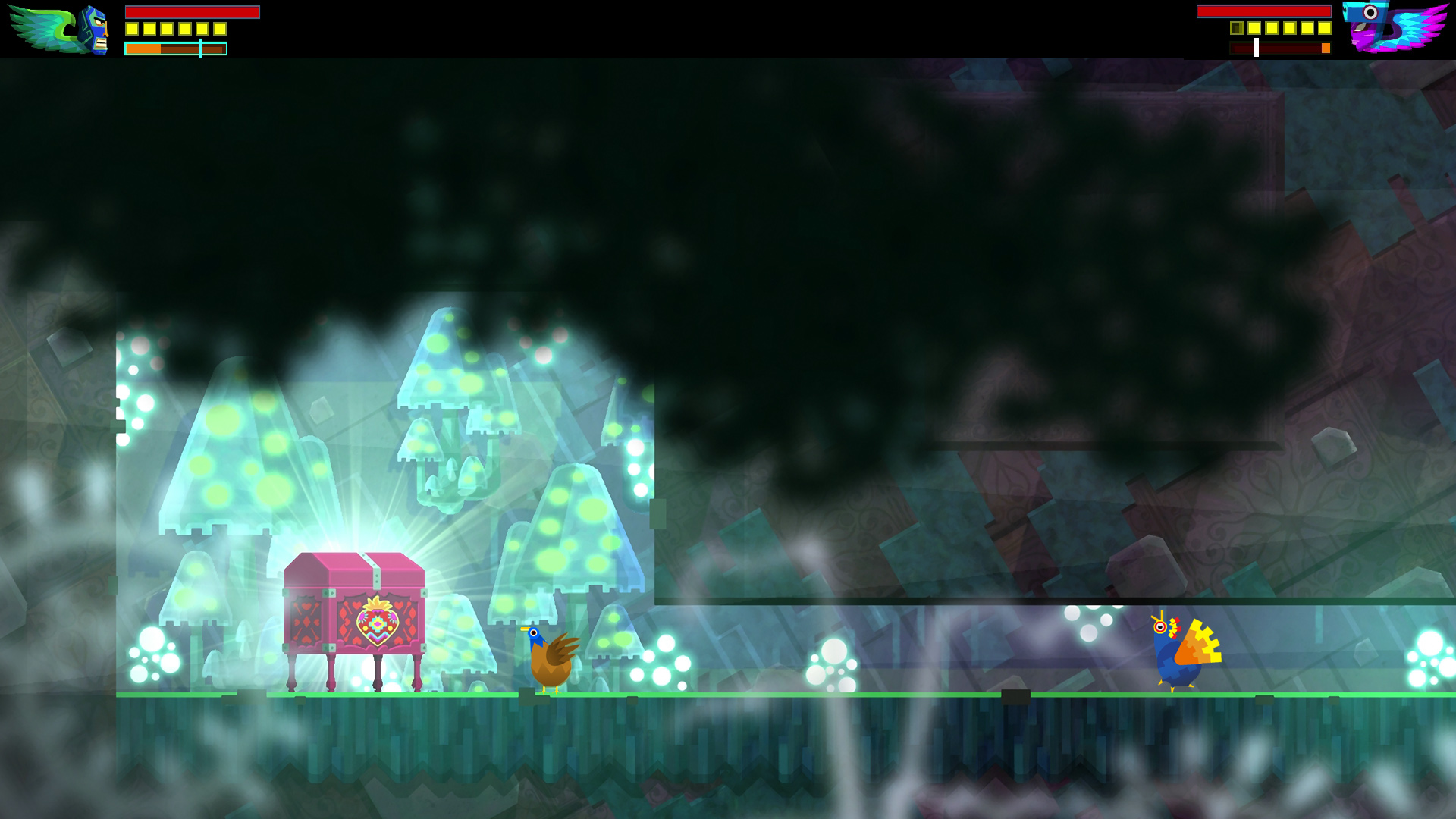
Dans Guacamelee!, le joueur obtient des capacités temporaires qui transforment les personnages humains en poulets, ce qui permet de passer certains petits couloirs et découvrir des secrets.

Un jeu Metroidvania est le plus souvent un jeu de plates-formes doté d'une seule et grande carte interconnectée avec des pièces ou des sections simples. Toutes les zones de cette carte ne sont pas accessibles dès le début du jeu, le joueur doit obtenir des items, des armes, des clefs ou une amélioration du personnage pour franchir l'obstacle ou la difficulté qui bloque son avancement. Souvent, les items sont protégés par des boss, permettant de scénariser le défi contre eux tout au long du jeu. Les cartes sont non linéaires, et obligent souvent le joueur à parcourir plusieurs fois la carte pour terminer le jeu. Les monstres les plus faibles réapparaissent quand le joueur repasse dans des zones où il est déjà passé, lui permettant de récupérer des points de vie, des munitions ou des points d'expérience.
Les plus gros jeux comportent généralement des points de sauvegarde ainsi que la possibilité de téléporter rapidement le personnage dans des zones éloignées de la carte, supprimant les longs et fastidieux déplacements en fin de partie. L'obtention de nouvelles capacités permet également d'ouvrir des raccourcis qui réduisent les temps de déplacements et de découvrir des secrets qui améliorent les capacités du personnage. En tant que tel, le genre se concentre sur l'exploration d'un monde avec une grande carte et l'amélioration des capacités du personnage. Les Metroidvania sont parfois répertoriés dans les jeux de plate-forme aventure eu égard à ces objectifs.
Metroidvania est un terme généralement associé à des jeux avec des niveaux ou des cartes avec défilement latéral en deux dimensions, dans lesquels le personnage peut se déplacer dans n'importe quelle direction à travers le niveau. Les graphiques de ces jeux sont souvent en deux dimensions, mais peuvent être en 2.5D, grâce aux moteurs graphiques 3D, en limitant le mouvement du joueur à deux dimensions, comme le jeu Shadow Complex. Les concepts d'exploration et de développement du personnage des Metroidvania peuvent être utilisés dans d'autres genres, bien que ces jeux ne soient généralement pas classés comme des Metroidvania. Par exemple, la trilogie Metroid Prime est une série de jeux d'action aventure en vue à la première personne construit sur le même style d'exploration que Metroid. Dark Souls est un jeu d'action-RPG à la troisième personne considéré comme un Metroidvania comprenant des obstacles représentés par des boss très difficiles à battre au début du jeu qui deviennent de plus en plus faciles à vaincre au fur et à mesure que le personnage s'équipe, mais aussi et surtout de par la conception de son world design, la carte du jeu comprenant un enchevêtrement de nombreuses zones connectées à de nombreuses autres par le biais de passages secrets, de raccourcis que le joueur doit découvrir pour évoluer dans un espace complexe et continue. 
Igarashi décrit ce qu'il croit être les éléments-clefs qui font le succès d'un Metroidvania comme :
- Proposer au joueur un personnage fun et facile à contrôler, de sorte que l'ajout de nouvelles armes, capacités et outils encourage le joueur à essayer d'utiliser ces nouveaux items dans le jeu ;
- Créer des cartes qui encouragent l'exploration, mais qui guident le joueur dans la quête principale. Ceci peut être réalisé par le biais de zones secrètes, atteignables grâce à des capacités spéciales, pour accélérer la progression du joueur, et en offrant la possibilité d’utiliser ces capacités spéciales dès les premiers niveaux pour inciter le joueur à améliorer son personnage ;
- Permettre au joueur de comprendre l'endroit où il se trouve à tout moment. Ceci peut être accompli avec des thèmes graphiques inclus dans les univers créés, des détails visuels particuliers à des points-clefs, un écran d'aperçu global de la carte et de statut du personnage et la possibilité de se déplacer dans la carte rapidement.

## Analyse
La popularité du genre Metroidvania est liée à la facilité avec laquelle les jeux de plates-formes peuvent être appris et maîtrisés, tout en donnant au joueur un personnage qu'ils peuvent développer au cours du jeu. Beaucoup de développeurs de jeux vidéo indépendants Metroidvania citent l'exploration comme un élément de base du genre attirant les joueurs, en s'appuyant sur les instincts naturels de l'humain pour explorer, et en donnant aux joueurs le sens de la découverte et la maîtrise de soi pendant le jeu.
Du point de vue du développeur, le genre Metroidvania crée des avantages. Le genre encourage les liens étroits entre le level design et l'histoire du jeu, et peut donner aux développeurs des occasions de créer un monde immersif pour le joueur. Le level design de ces jeux peut aussi être difficile à réaliser, tant le défi doit être juste et agréable pour les joueurs. La réussite de cet objectif peut être considérée comme un signe de succès pour un développeur.